# 傑弗里斯堡 (密蘇里州)
傑弗里斯堡（英語：Jeffriesburg）是位於美國密蘇里州富蘭克林縣的非建制地區。

## 歷史
傑弗里斯堡的郵局於1857年設立，其後於1942年停運。

## 地理
傑弗里斯堡所處的海拔為高於海平面231米（即758英呎），而該地所採用的時區為UTC-6，即北美中部時區（CST）。同時該地設有夏令時間，為UTC-6調快一小時，即UTC-5（CDT）。